# Srednetambóvskoie
Srednetambóvskoie (en rus: Среднетамбовское) és un poble del krai de Khabàrovsk, a Rússia, que el 2012 tenia 29 habitants. Pertany al districte rural de Komsomolsk na Amure.